# ديفيد إتش سانفورد
ديفيد إتش سانفورد (بالإنجليزية: David H. Sanford)‏ هو فيلسوف أمريكي، ولد في 1937.